# Хванин
Хвани́н (환인, 桓因) — персонаж корейской мифологии. Являлся внуком Хвангуна (кор. 황궁?, 黃穹?), одного из четырёх Людей Неба, в корейских мифах считался предком всего корейского народа. В более поздних мифах Хванин сам являлся Владыкой Небес, а его сын Хванун и внук Тангун выступали как основатели Кореи.
Хванину досталась фамильная ценность, с помощью которой он повелевал огнём и солнцем. По причине этого в более позднее время, когда в Корее было сильно влияние буддизма, Хванин ассоциировался с Индрой, владыкой Неба и Земли.